# Гайворонский политехнический колледж
Гайворонский политехнический колледж - высшее учебное заведение в городе Гайворон Кировоградской области Украины.

## История
Гайворонский машиностроительный техникум был создан в сентябре 1974 года приказом Министерства тракторного и сельскохозяйственного машиностроения СССР № 349 от 4.09.1974 на базе филиала Кировоградского машиностроительного техникума, который существовал с сентября 1964 года для подготовки руководителей среднего звена заводов Министерства.  
До 1995 года техникум готовил младших специалистов по машиностроительным специальностям для сельского хозяйства: "Производство сельскохозяйственных машин", "Сельскохозяйственные машины”, "Тракторное и сельскохозяйственное машиностроение”, "Обработка материалов на станках и автоматических линиях” ("Обработка металлов резанием") и "Технология сварочного производства”. 
В 1995 году была открыта специальность "Обслуживание и ремонт автомобилей и двигателей”. 
В марте 1995 года Верховная Рада Украины внесла техникум в перечень предприятий, учреждений и организаций, приватизация которых запрещена в связи с их общегосударственным значением.
В 1998 году вместо специальности "Обработка материалов на станках и автоматических линиях” была открыта специальность "Экономика предприятий”.
Решением Государственной аккредитационной комиссии от 24.11.2011 (протокол № 91) техникум получил лицензию на подготовку младших специалистов по специальности "Организация перевозок и управление на автотранспорте".
В январе 2014 года Гайворонский машиностроительный техникум был переименован в Гайворонский политехнический колледж в соответствии с приказом министерства образования и науки Украины № 1 от 8 января 2014 года.
В 2018 году колледж передали в коммунальную собственность Кировоградской области.

## Современное состояние
Колледж осуществляет подготовку специалистов по 4 специальностям: "Транспорт и транспортная инфраструктура", "Обслуживание и ремонт автомобилей и двигателей", "Экономика и предпринимательство" и "Экономика предприятия".